# Charles Plymell

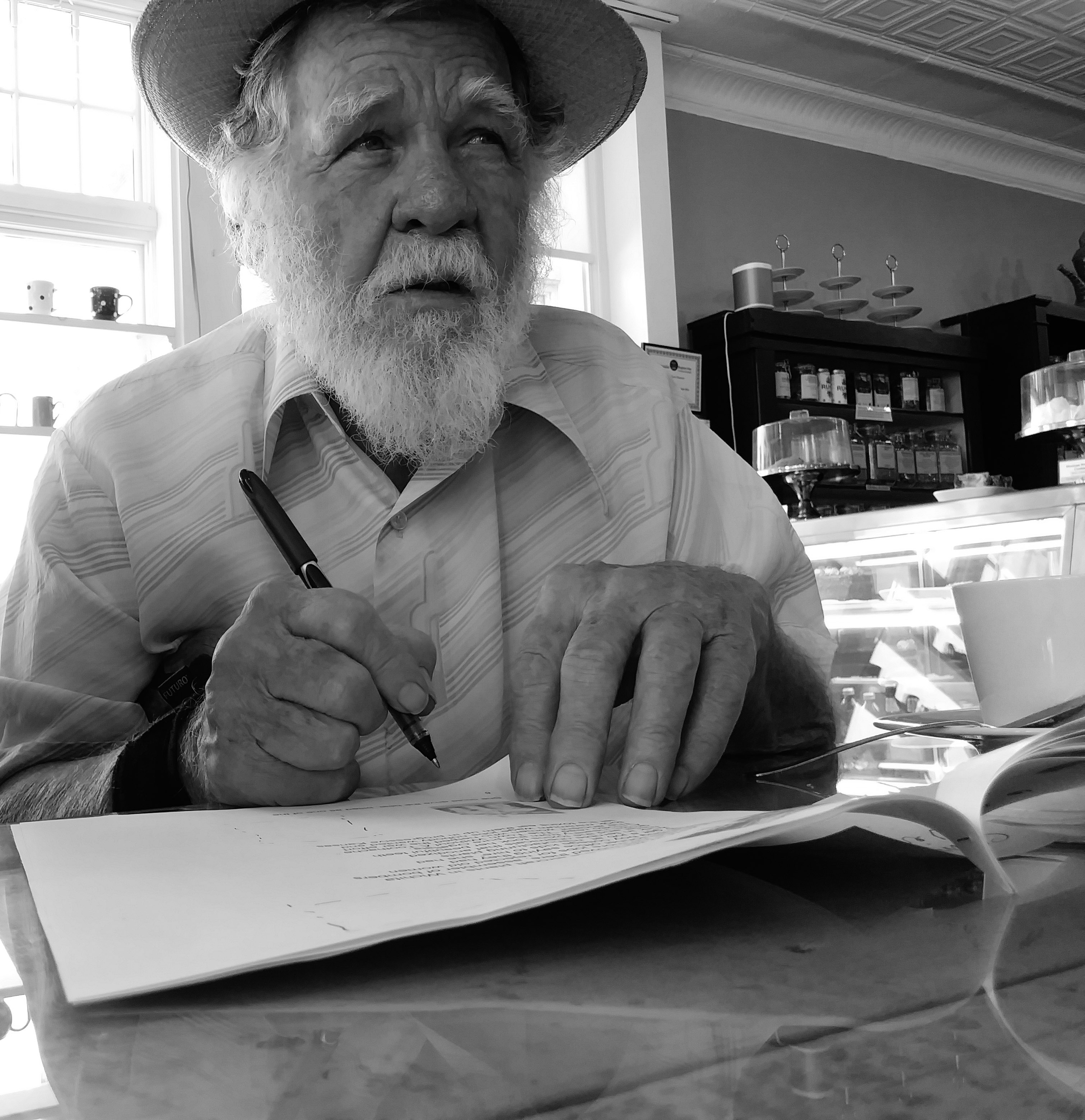
Charles Plymell (2017)

Charles Plymell (* 26. April 1935 in Holcomb, Kansas) ist ein US-amerikanischer Autor, Verleger, Herausgeber. Er zählte zur literarischen „Beat-Generation“.

## Leben
Plymell wuchs in der Zeit der Großen Depression in Kansas auf einer Farm auf. Er besuchte die Militärakademie in San Antonio, kam aber nach Wichita zurück und verbrachte seine Zeit nach eigener Aussage in Autos auf dem „Highway 66“ (genannt: Benzedrine Highway), mit Jazz, Hipstern und Hustlern. Andererseits begann er 1955 ein Studium der Philosophie, von Kunst und Englisch an der Wichita State University. Er arbeitete als Drucker. Plymell wird mit dem Dichter Michael McClure und Künstler Bruce Conner zur Kansas Boheme des Wichita Vortex gezählt.

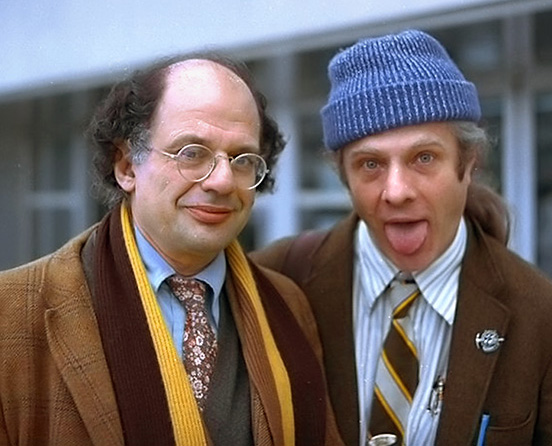
Allen Ginsberg (links) mit Freund Peter Orlowski

Plymell  lernte  1962 Neal Cassady kennen, dem er sich verbunden fühlte. Cassidy, mit seiner Freundin und Allen Ginsberg wohnten eine Zeit lang im selben Haus wie Plymell. Plymell arbeitete in verschiedenen Jobs, unter anderem als gewerkschaftlich (Teamsters) organisierter Dockarbeiter.
1967 druckte Plymell die erste Ausgabe der ZAP Comix, von Robert Crumb und (später) S. Clay Wilson. Sein erster Roman, 1971 unter dem Titel The Last of the Moccasins erschienen, erzählt das wilde und kurze Leben seiner Schwester. Obwohl Plymell in seinen Werken Zivilisationskritik erkennen lässt, sieht er das Zeitalter der Apostasie als Zeit der historischen Veränderung an, nicht der des Untergangs.
Plymell ging 1970 nach Maryland und erwarb seinen Magistertitel (M.A.) in Freiem Schreiben (Creative Writing) bei Elliot Coleman an der Johns Hopkins University in Baltimore, schlug aber eine Universitätsstelle aus und zog lieber in die Bowery. 1974 gründeten er, seine Frau Pamela (Mary Beaches Tochter) und Josh Norton die Cherry Valley Editions, wo er eigene Bücher, aber neben vielen weniger bekannten Autoren auch Allen Ginsberg (Poems All Over the Place), Herbert Huncke, Ray Bremser (Blowing Mouth. The Jazz Poems 1958–1970), William S. Burroughs (Tornado Alley. Cobblestone Gardens) und den Surrealisten Charles Henri Ford veröffentlichte.
Bei den 6. internationalen Tiroler Literaturtagen in Hall in Tirol vom 12. bis 14. September 2008 war Plymell als Gast eingeladen, wo er einige seiner Gedichte und Auszüge aus seinem Buch Was Poe Afraid vortrug.
Plymell lebt heute in Cherry Valley, New York.

## Werke
- Apocalypse Rose, Dave Haselwood Books, San Francisco, CA, 1967.
- Neon Poems, Atom Mind Publications, Syracuse, NY, 1970.
- The Last of the Moccasins, City Lights Books, San Francisco 1971
- Over the Stage of Kansas, Telephone Books, NYC, 1973.
- The Trashing of America, Kulchur Foundation, NYC, 1975.
- Blue Orchid Numero Uno, Telephone Books, 1977.
- Forever Wider, 1954–1984, Scarecrow Press, Metuchen, NJ, 1985.
- Was Poe Afraid?, Bogg Publications, Arlington, VA, 1990.
- Hand on the Doorknob, Water Row Books, Sudbury, MA, 2000
- Some Mothers' Sons, Cherry Valley Editions, Cherry Valley, NY, 2004
- Eat Not Thy Mind, Eye Books Ecstatic Peace Library, Florance, MA, 2010
- Found & Lost Magascene, Vol. 1 / No. 0 & 1 [Contributor], Back Room/Temple of Man, 2010
- Tent Shaker Vortex Voice, Bottle of Smoke Press, 2012
- Incognito, Ergo Sum, Ragged Lion Press, 2016
- Charles Plymell/Bill Nace: Rose de l'Apocalypse / Apocalypse Rose, Éditions Lenka lente, Nantes, 2016
- Camposque Virentis, Cherry Valley Editions, NY, 2017
- Cowboy of the Ancient Sea, Bottle of Smoke Press, NY, 2016

## Deutschsprachige Ausgaben
- Rauchzeichen. Übersetzt von Egon Günther. Verlag Peter Engstler, Ostheim/Rhön 2018. ISBN 978-3-946685-12-8
- Apokalypsenrose. Übersetzt von Egon Günther. Verlag Peter Engstler, Ostheim/Rhön 2016. ISBN 978-3-941126-89-3
- Cat Man Do. Übersetzt von Egon Günther. Verlag Peter Engstler, Ostheim/Rhön 2016. ISBN 978-3-941126-85-5
- Planet Chernobyl. Übersetzt von Gregor Pott. Verlag Peter Engstler, Ostheim/Rhön 2015. ISBN 978-3-941126-76-3
- Animal Light – Gedichte und Collagen. Übersetzt von Gregor Pott. Verlag Peter Engstler, Ostheim/Rhön 2012. ISBN 978-3-941126-31-2
- MINDEATER – Altes Land. Übersetzt von Gregor Pott. Verlag Peter Engstler, Ostheim/Rhön 2009. ISBN 978-3-941126-01-5
- Liebesgesänge – Psalme in den Zeiten der Apostasie. Verlag Peter Engstler, Ostheim/Rhön 2000. ISBN 3-929375-24-9
- Panik in Dodge City. Übersetzt von Carl Weissner. Expanded Media Editions, Bonn 1981. ISBN 3-88030-020-8
- Moccasins – Beat-Kaleidoskop. Europaverlag. Wien, München, Zürich 1980. ISBN 3-203-50728-5

## Anthologien und Zeitschriften
- Charles Plymell: Two Albanys-A Prophecy/Zwei Albanys-Eine Prophezeiung. In: Der Sanitäter. Nr. 13. Verlag Peter Engstler, Ostheim/Rhön 2017, ISBN 978-3-941126-88-6
- Charles Plymell: Pilze oder Playboy ist hier. In: Renate Matthaei (Hrsg.): März-Texte 1 & Trivialmythen. Area, Erftstadt 2004, ISBN 3-89996-029-7, S. 15–21.
- Florian Vetsch (Hrsg.): Der Sanitäter. Nr. 9. Verlag Peter Engstler, Ostheim/Rhön 2002, ISBN 3-929375-31-1.
- Jürgen Ploog, Pociao, Walter Hartmann (Hrsg.): Amok Koma. Expanded Media Editions, Bonn 1980.
- Carl Weissner, Charles Bukowski (Hrsg.): Terpentine on the Rocks. Maro Verlag, Augsburg 1978.
- Udo Breger (Hrsg.): Soft Need. Nr. 9. Expanded Media Editions, Bonn / Göteborg 1976.
- Udo Breger u. a. (Hrsg.): Cut Up (= AQ. Nr. 14). AQ-Verlag, Dudweiler 1973.